# Baía Norueguesa

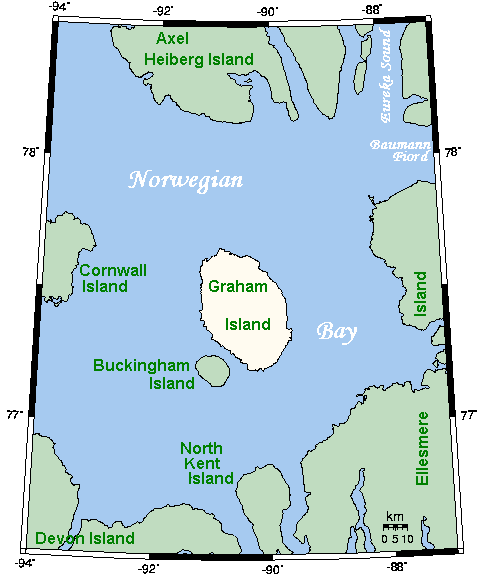
Mapa da baía Norueguesa

A baía Norueguesa (em inglês:  Norwegian Bay) é um braço do oceano Ártico, a Região de Qikiqtaaluk de Nunavut, Canadá. A ilha Amund Ringnes fica a noroeste e a ilha Axel Heiberg a norte (ambas fazem parte das ilhas Sverdrup), a ilha Ellesmere a leste, e a ilha Devon a sul.
Tem cerca de 161 km de comprimento por 145 km de largura.
Há seis ilhas nesta baía, todas desabitadas:
- Ilha Cornwall (a maior e mais ocidental)
- Ilha Graham
- Buckingham
- Table
- Exmouth
- Ekins